# Lac des Vaches
Ne doit pas être confondu avec le lac de la Vache, situé au Québec (Canada).
Le lac des Vaches est un lac situé en France sur la commune de Pralognan-la-Vanoise, dans le département de la Savoie en région Auvergne-Rhône-Alpes.
Il s'agit d'un lac de montagne du massif de la Vanoise et du parc national de la Vanoise, culminant à 2 318 mètres d'altitude.
Son environnement est répertorié en tant que zone humide sur une superficie de 4,83 hectares.

## Situation
Le lac des Vaches est un lac de montagne des Alpes du Nord et plus particulièrement du massif de la Vanoise, culminant à 2 318 mètres d'altitude. Il se situe administrativement sur le territoire de la commune de Pralognan-la-Vanoise dans le département de la Savoie.
Le lac est alimenté par le glacier de la Grande Casse, point culminant du département. Il est compris dans le système hydrologique du Rhône puisque son unique exutoire est le torrent de la Glière, qui après avoir rejoint le Doron de Bozel conflue dans l'Isère à Moûtiers puis dans le Rhône vers Valence.
S'étirant sur un axe est-ouest, le lac est enserré dans un vallon entre l'aiguille de la Vanoise au sud et la pointe du Vallonnet au nord, le village de Pralognan se situant pour sa part en contrebas à l’ouest. Ce vallon constitue le passage entre les vallées de la Tarentaise et de la Maurienne par le col de la Vanoise situé à quelques kilomètres en amont du lac.

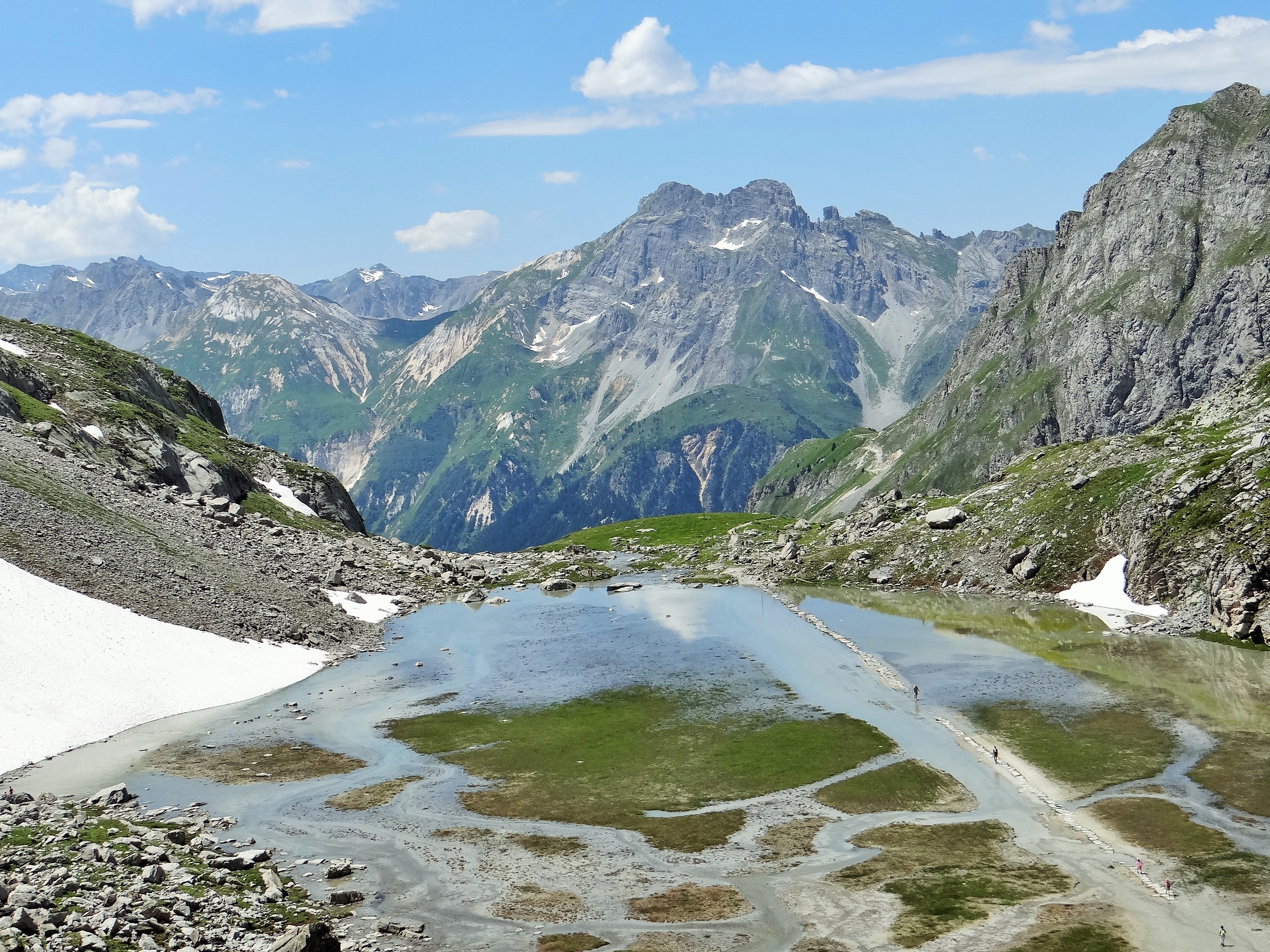
Le lac vu en direction de Pralognan.

## Description

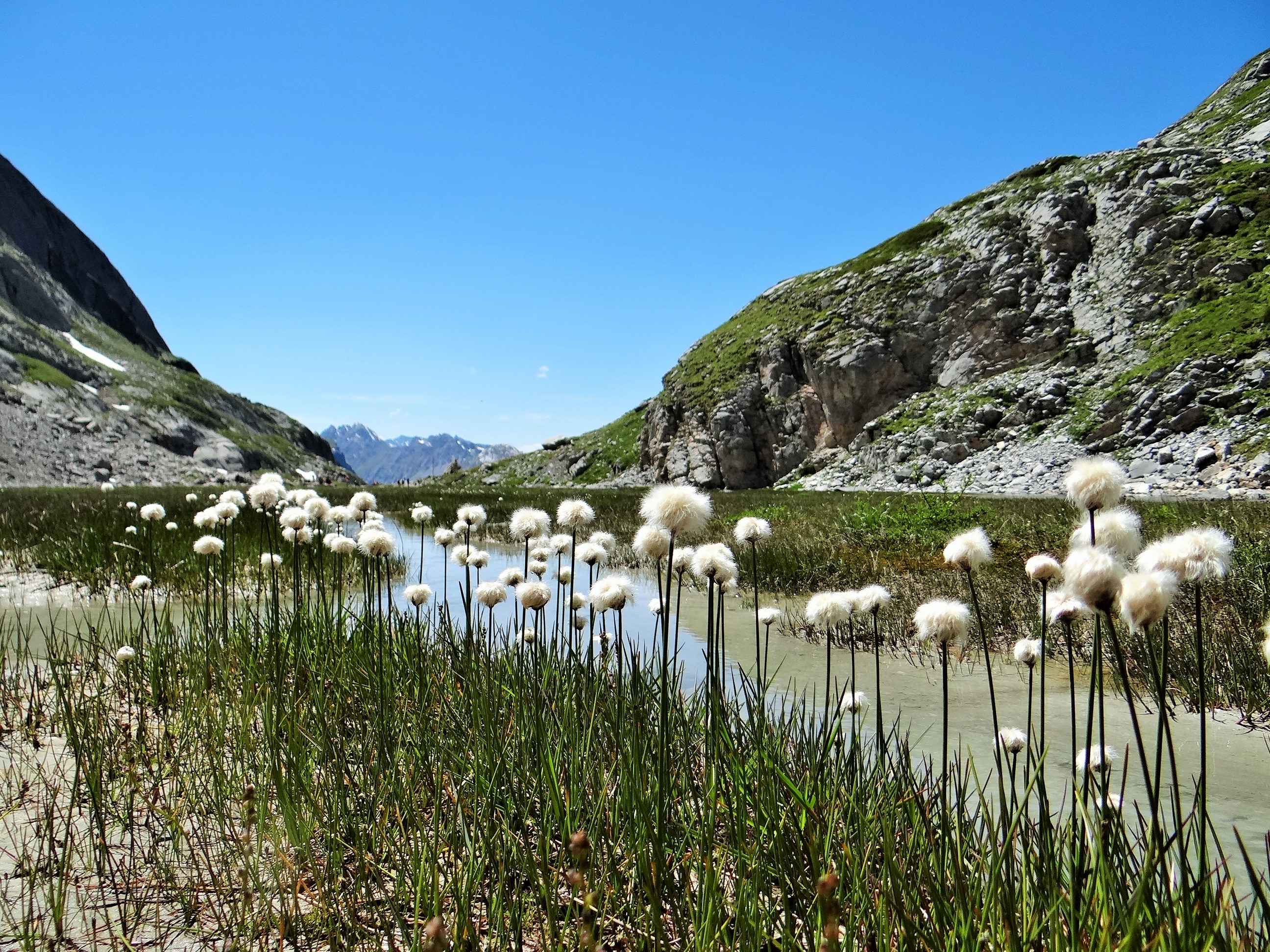
Linaigrette au lac des Vaches.

Le lac des Vaches est un lac glaciaire ayant rempli l'ombilic glaciaire terminal du glacier de la Grande Casse et en cours de comblement par les alluvions et boues argileuses d'origine glaciaire.
C'est ainsi que l’ancien chemin muletier qui autrefois contournait le lac, vraisemblablement en rive droite par le nord selon des récits de guides et topographes de l'entre-deux-guerres, est délaissé à partir de 1949 au profit de pierres de gué installées au travers du lac. Cet ancien chemin muletier est aujourd'hui un sentier de randonnée pour rejoindre le refuge du Col de la Vanoise. Il correspond en outre au Sentier de grande randonnée GR 55 « La Vanoise » de Tignes à Modane et au tour des Glaciers de la Vanoise.
En matière de flore, le lac des Vaches montre en particulier une présence importante de la linaigrette.